# Eugene Asa Carr
Pour les articles homonymes, voir Carr.
Eugene Asa Carr (né le 20 mars 1830 dans le comté d'Érié, dans l'État de New York, et décédé le 2 décembre 1910 à Washington) est un major-général de l'Union.

## Avant la guerre
Eugene Asa Carr sort diplômé de West Point en 1850.
Il est breveté second lieutenant le 1er juillet 1850 dans le mounted rifle et est promu à ce grade le 30 juin 1851. Il est alors affecté dans l'Ouest américain.
Le 10 octobre 1854, il est sévèrement blessé par une flèche lors d'une escarmouche contre des Apaches près de Limpia au Texas. Il est promu premier lieutenant le 3 mars 1855 dans le 1st U.S. cavalry. Il est promu capitaine le 11 juin 1858. Avant le début du conflit, il est affecté au fort Washita (en) dans le Territoire indien.

## Guerre de Sécession
Eugene Asa Carr est affecté dans le 4th U.S. Cavalry le 3 août 1861 sous les ordres du général Nathaniel Lyon,. Il participe à la bataille de Wilson's Creek où il est breveté lieutenant-colonel le 10 août 1861 pour bravoure et service méritant lors de la bataille de Wilson's Creek. Il est nommé colonel du 3rd Illinois cavalry le 16 août 1861.
Lors de la bataille de Pea Ridge, Eugene A. Carr est blessé trois fois mais refuse de quitter le champ de bataille. De la mitraille ricoche sur son poignet traversant sa manche et lui occasionnant une blessure similaire à une entorse ; une balle le frappe au cou le paralysant momentanément mais n'occasionnant pas de séquelles et il est enfin touché à la cheville.
Il est nommé brigadier général des volontaires le 16 mars 1862. Il est promu commandant dans le 5th U.S. cavalry le 17 juillet 1862. Lors de la bataille de Champion's Hill, il repousse les confédérés lors d'un assaut à la baïonnette. En octobre 1862, il a une crise de malaria alors qu'il se trouve à Helena, en Arkansas. Il est breveté colonel pour bravoure et service méritant lors de la bataille de Big Black River Bridge le 17 mai 1863. Le 11 mars 1865, il est breveté major-général des volontaires. Le 13 mars 1865, il est breveté brigadier général pour bravoure et service méritant lors de la capture de Little Rock Ark et major général pour bravoure et service méritant sur le champ de bataille lors de la guerre. Il participe à la campagne de Camden. Il commande alors des troupes sous les ordres du major général Edward Richard Sprigg Canby lors du siège de Mobile.

## Après la guerre
Eugene Asa Carr quitte le service actif des volontaires le 15 janvier 1866. Lors de la bataille de Summit Springs, il combat et défait une force Cheyenne le 11 juillet 1869 dans le Colorado lors de la première campagne d'hiver de Sheridan en 1868-69. Il est promu lieutenant-colonel le 10 avril 1873. Après la bataille de Little Bighorn, il participe à plusieurs actions contre les Sioux. Il est promu colonel le 29 avril 1879 dans le 6th U.S. cavalry. Il combat alors les Apaches en Arizona et au Nouveau-Mexique.
À la suite d'un incident qui voit la mort d'un officier et de six soldat lors d'une tentative d'arrestation d'un prophète indien dans le village de Cibecue Creek, il demande une enquête pour laver son honneur des critiques qui ont vu le jour. L'enquête le blanchit mais il reste hanté par cet incident. Il est nommé brigadier général le 19 juillet 1892.
Le 16 janvier 1894, il reçoit la médaille d'honneur pour bravoure distinguée lors de la bataille de Pea Ridge Ark le 7 mars 1862, en tant que colonel du 3rd Illinois cavalry alors qu'il dirigeait le déploiement de son commandement et qu'il tenait le terrain sous un feu vif de balles et d'obus et au cours de laquelle il a été plusieurs fois blessé.
Il prend sa retraite le 15 février 1893.
Il meurt le 2 décembre 1910 à Washington et est enterré au cimetière de West Point.

## Distinctions
- Medal of Honor (États-Unis)